# Caligo galba
Caligo galba är en fjärilsart som beskrevs av Deyrolle 1874. Caligo galba ingår i släktet Caligo och familjen praktfjärilar. Inga underarter finns listade i Catalogue of Life.